# Slavoutitch Smolensk
Le Slavoutitch Smolensk - en russe : Славутич Смоленск - est un club de hockey sur glace de Smolensk dans l'oblast de Smolensk en Russie. Il évolue dans la Pervaïa Liga.

## Historique
Le club est fondé en 2010 .

## Palmarès
- Aucun titre.